# Грінкасл (Пенсільванія)
Грінкасл (англ. Greencastle) — місто (англ. borough) в США, в окрузі Франклін штату Пенсільванія. Населення — 4251 особа (2020).

## Географія
Грінкасл розташований за координатами 39°47′26″ пн. ш. 77°43′36″ зх. д. / 39.79056° пн. ш. 77.72667° зх. д. (39.790670, -77.726674).  За даними Бюро перепису населення США в 2010 році місто мало площу 4,11 км², уся площа — суходіл.

## Демографія
Згідно з переписом 2010 року, у селищі мешкало 3996 осіб у 1737 домогосподарствах у складі 1099 родин. Густота населення становила 972 особи/км².  Було 1871 помешкання (455/км²).
Расовий склад населення:
| - 94,4 % — білих - 2,5 % — чорних або афроамериканців - 1,2 % — азіатів - 0,2 % — корінних американців |

До двох чи більше рас належало 1,5 %. Частка іспаномовних становила 1,6 % від усіх жителів.
За віковим діапазоном населення розподілялося таким чином: 23,5 % — особи молодші 18 років, 58,2 % — особи у віці 18—64 років, 18,3 % — особи у віці 65 років та старші. Медіана віку мешканця становила 39,7 року. На 100 осіб жіночої статі у селищі припадало 91,7 чоловіків;  на 100 жінок у віці від 18 років та старших — 89,6 чоловіків також старших 18 років.
Середній дохід на одне домашнє господарство  становив 71 408 доларів США (медіана — 55 014), а середній дохід на одну сім'ю — 88 220 доларів (медіана — 66 168). Медіана доходів становила 42 193 долари для чоловіків та 41 338 доларів для жінок. За межею бідності перебувало 6,9 % осіб, у тому числі 6,2 % дітей у віці до 18 років та 5,6 % осіб у віці 65 років та старших.
Цивільне працевлаштоване населення становило 1917 осіб. Основні галузі зайнятості: освіта, охорона здоров'я та соціальна допомога — 20,7 %, виробництво — 18,5 %, фінанси, страхування та нерухомість — 9,8 %, роздрібна торгівля — 9,2 %.